# Squirrel (Programmiersprache)
Squirrel ist eine dynamisch typisierte, objektorientierte Programmiersprache. Sie ist insbesondere dafür gedacht, in Computerspielen und anderen Anwendungsprogrammen als eingebundene Skriptsprache verwendet zu werden. Das Design ist wesentlich von Lua inspiriert. Verwendet wird sie zum Beispiel in OpenTTD, um KI-Spieler zu erstellen und in Supertux für das Scripting in den Levels. Der Compiler und der Interpreter bestehen zusammen aus nicht mehr als 6000 Zeilen  C++ Code.

## Syntax
Die Syntax von Squirrel ist an C++ angelehnt. Eine Funktion, welche die Fakultät einer natürlichen Zahl x berechnen kann, sieht zum Beispiel wie folgt aus:
```
function
 
factorial
(
x
)

{

  
if
 
(
x
 
==
 
0
)
 
{

    
return
 
1
;

  
}

  
else
 
{

    
return
 
x
 
*
 
factorial
(
x
 
-
 
1
);

  
}

}

```

## Geschichte
Squirrel wurde von Alberto Demichelis für ein Computerspielprojekt entwickelt, weil er Probleme mit der Garbage Collection von Lua hatte. Im Jahr 2003 wurde Squirrel unter der zlib-Lizenz veröffentlicht.